# St. Peter und Paul (Cappel)

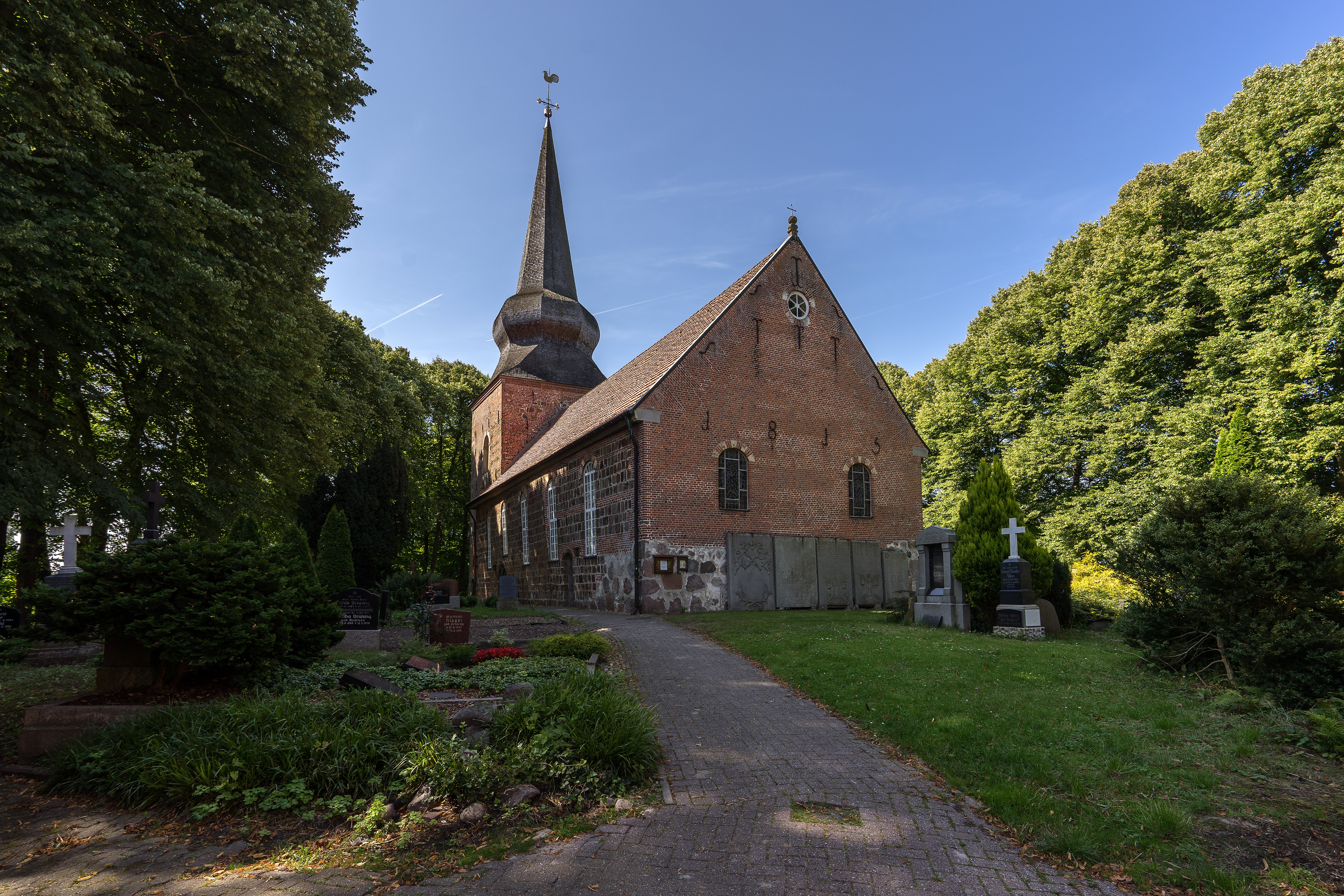
St.-Peter-und-Paul

Die evangelisch-lutherische Kirche St. Peter und Paul steht auf dem Kirchfriedhof von Cappel, einer Ortschaft der Gemeinde Wurster Nordseeküste im Landkreis Cuxhaven von Niedersachsen. Die Kirchengemeinde gehört zum Kirchenkreis Wesermünde in der Evangelisch-lutherischen Landeskirche Hannovers.
Das Gebäude steht unter Denkmalschutz (siehe auch Liste der Baudenkmale in Wurster Nordseeküste).

## Beschreibung

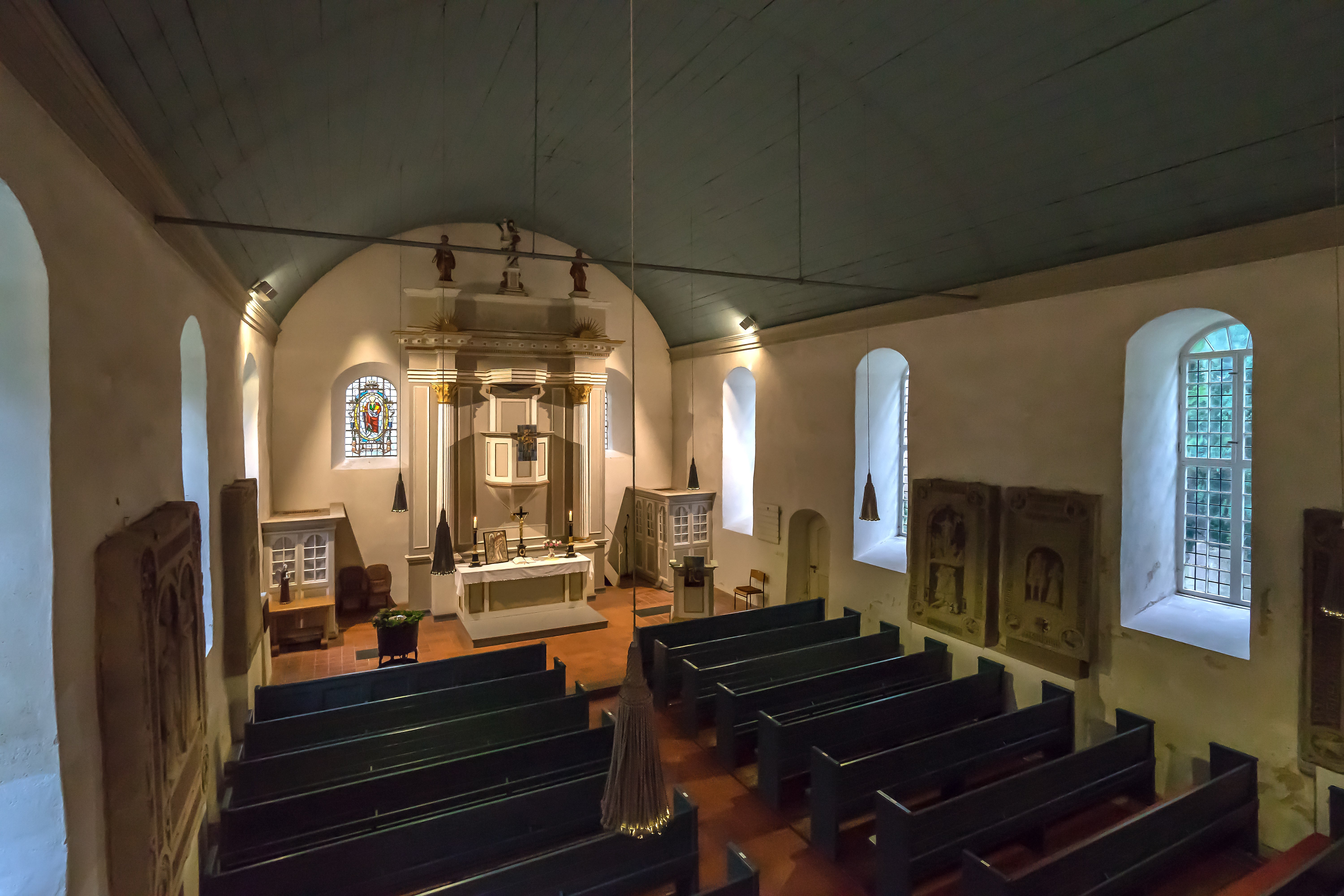
Innenraum

Im 13. Jahrhundert wurde eine Kapelle gebaut. Ihr Entstehen gab dem Ort den Namen Cappel. Die heutige rechteckige, mit einem Satteldach bedeckte, klassizistische Saalkirche wurde 1815/16 von Landbaumeister Wundram unter Einbeziehung von Mauerresten des 1610 abgebrannten Vorgängerbaues gebaut. Die Längswände sind aus Quadermauerwerk im Wechsel mit Streifen aus Backsteinen. Die Ostwand ist oberhalb von Bruchsteinen aus Backstein.
Der mächtige Kirchturm im Westen ist im Kern noch spätmittelalterlich. Er wurde 1790 mit Backsteinen ausgebessert und erhielt eine achtseitige, schiefergedeckte, zwiebelförmige Haube, die in ein spitzes Zeltdach übergeht. In seiner Glockenstube hängen zwei historische Kirchenglocken aus dem 16. Jahrhundert:

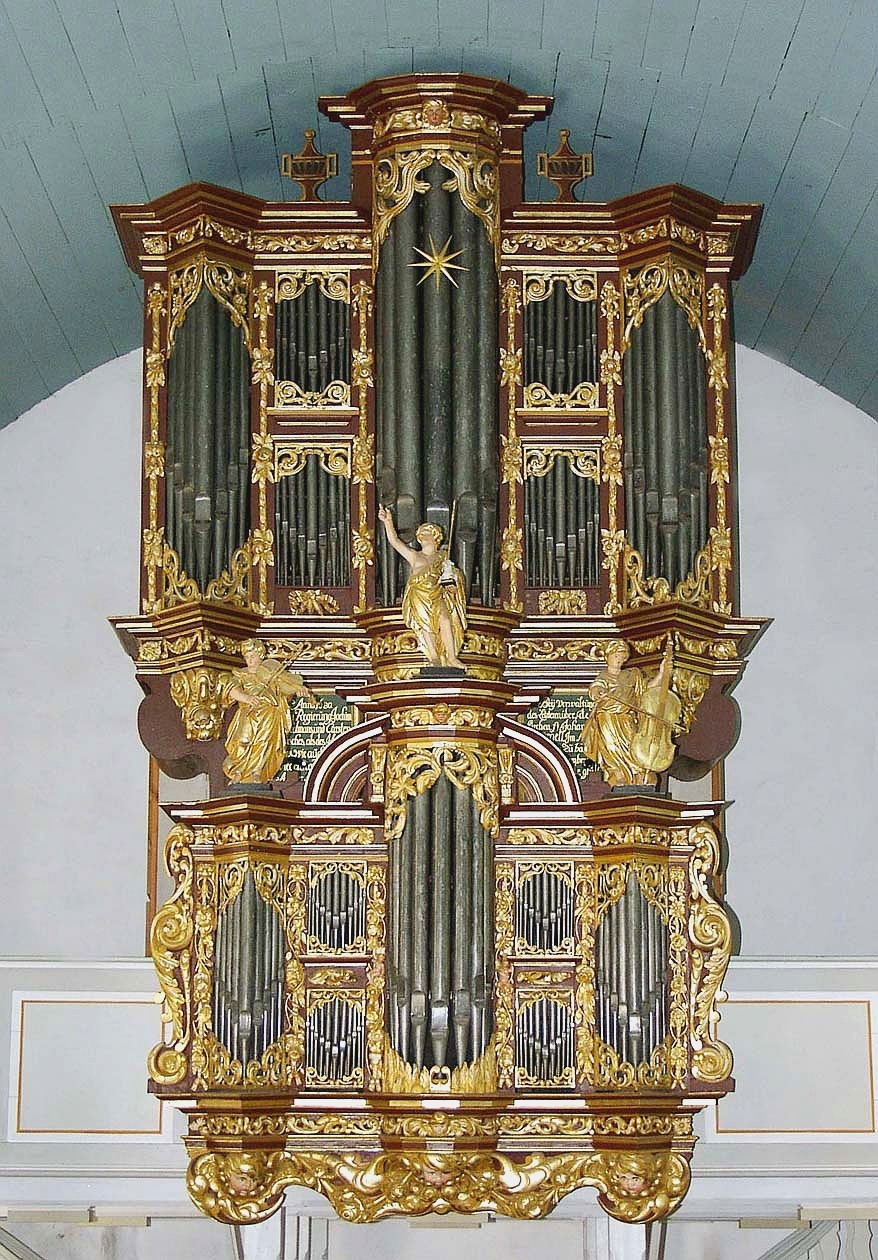
Schnitger-Orgel

- die große Winocusglocke wurde 1539 von Pieter van den Gheyn, Mechelen gegossen; sie hat einen Durchmesser von 1186 mm und wiegt 1050 kg, der Schlagton ist f'±0.
- die kleine Annaglocke wurde 1519 von Hinrick Kock, Hamburg gegossen; ihr Durchmesser beträgt 1109 mm, das Gewicht liegt bei 710 kg, der Schlagton ist g'-1.

Innenraum mit einem hölzernen, segmentbogigen Tonnengewölbe überspannt.

Ausstattung mit Kanzelaltar von 1815, der eine Bekrönung mit Salvator zwischen posaunenblasenden Engeln hat, die ursprünglich zum Orgelprospekt gehörte.
Orgel: Die 1680 von Arp Schnitger für das Hamburger Kloster St. Johannis gebaute Orgel wurde 1816 in die Kirche umgesetzt. Sie gehört zu den am besten erhaltenen Schnitgerorgeln.
Grabplatten: Innen sind sechs große Grabplatten, darunter die als Hochrelief gearbeitete Platte des Vogts Eide Frouwes und seiner Frau von 1645 sowie die für Pastor Johan Brandts († 1604) und Johan Smultes († 1581), oberhalb des knienden Verstorbenen ein Auferstehungsrelief für Johan Smultes d. J. und seiner Frau (1581). Zwei weitere Grabsteine von 1544 und 1605. An der Chorwand stehen mehrere Grabplatten des 17. und 18. Jh.